# Алюмінієва промисловість Китаю
Алюмінієва промисловість Китаю включає розробку покладів бокситів, глиноземистих сланців і алунітових руд. Основна частка продукції поступає з провінції Шаньдун. Родовища бокситів і глиноземистих сланців відпрацьовують головним чином відкритим способом (90% всього видобутку). Виїмка ведеться буропідривним способом і бульдозерами. Переробка бокситів включає дроблення, грохочення, випалення і магнітну сепарацію. Технологія переробки бокситів дозволяє вилучати з них понад 90% глинозему. Крім бокситів для алюмінієвої промисловості залучається обпалений діаспоровий боксит з 55-60% глинозему, що використовується для виробництва вогнетривів і вогнетривка глина з 47% глинозему. Збагачені боксити частково експортуються.
Річна потужність китайських алюмінієвих заводів у 1998 р. становила 2.8 млн т. У 1999 р. в країні діяло близько 120 дрібних алюмінієвих заводів, почалося будівництво ще 10 нових, також невеликих; на 20 дрібних заводах були збільшені потужності; оголошено про розширення багатьох середніх підприємств, таких як заводи в м.м. Цинтунся, Пінго, Цзяоцзо, Куньмін.
У 2000 р виробництво алюмінію в Китаї збільшилося в порівнянні з 1999 на 473 тис.т до загального обсягу 3,31 млн т/рік і тенденція зростання виробництва зберігається. У 2001 р Китай виробив 4,73 млн т (на 9,3% більше ніж у 2000) і купив бл. 6,6 млн т глинозему. Планується збільшити виробництво глинозему в Китаї на 4,5 млн т.
У 2000 р. Китай займав 3-є місце у світі з виробництва первинного алюмінію (11.5% світового виробництва) після США і Росії; на це місце він вийшов в 1998 р., потіснивши Канаду. З виробництва глинозему Китай також знаходиться на 3-у місці (8.8% світового виробництва) після Австралії і США, а з видобутку бокситів на 5-у (6.5% світового видобутку). Виробництво первинного алюмінію і глинозему в 2000 р. збільшилося в порівнянні з 1999 р., відповідно, на 8.8% і 12.8%, а видобуток бокситів поменшав на 8%. За останні п'ять років Китай збільшив виробництво глинозему майже вдвічі, однак випереджальне зростання потужностей алюмінієвих заводів приводить до все більшого дефіциту сировини. За ці роки побудовано шість державних глиноземних заводів. Китай як і раніше входить в п'ятірку основних світових імпортерів глинозему (6.6% світового імпорту), поступаючись лише США, Росії, Канаді і Норвегії.
У 2000 р. виробництво глинозему в Китаї збільшилося до 4.33 млн т до 70% потреби алюмінієвої промисловості країни. Інші 30% необхідного глинозему постачалися з-за кордону; імпорт в 2000 р. в порівнянні з 1999 р. зріс на 15%, до 1.88 млн т. Протягом декількох останніх років в Китаї відбувається реформування алюмінієвої промисловості з метою виведення з-під повного контролю держави. У 1998 р. замість анульованої державної компанії China National Nonferrous Metals Industry Corp. (CNNC) була створена холдингова компанія China Aluminium Corp. (Chalco), під управлінням якої знаходяться найбільші підприємства галузі: глиноземний завод в м. Хецзінь, провінція Шаньсі, глиноземно-алюмінієвий комплекс в м. Цзибо, провінція Шаньдун, глиноземно-алюмінієвий комплекс в м. Чженчжоу, провінція Хенань, глиноземно-алюмінієвий комплекс в м. Пінго, Гуансі-Чжуанський автономний район, і алюмінієвий завод в м. Сінін, провінція Цінхай. У 2000 р. підприємствами холдингу Chalco було вироблено 4.3 млн т глинозему і 670 тис. т первинного алюмінію. У 2001 р. Chalco була перетворена в дочірню компанію створеної державної алюмінієвої компанії Aluminum Corporation of China Limited (Chinalco), яка, є практично єдиним виробником глинозему в країні (понад 4 млн т/рік) і найбільшим продуцентом первинного алюмінію (680 тис. т/рік). За виробництвом глинозему компанія Chinalco була третьою у світі після американської Alcoa Inc. і канадської Alcan Inc. До 2005 р. Chinalco планувала збільшити виробництво глинозему до 6 млн т/рік, а первинного алюмінію — до 1.4 млн т/рік. Активи Chinalco 4.3 млрд дол., на її частку припадало 23% виробництва первинного алюмінію в країні. У 2001 р. створене СП (Alcoa Inc. — 50%, Chalco — 50%). В китайську алюмінієву промисловість СП було інвестовано 1 млрд дол.
Згідно з планом розвитку Китаю на десяту п'ятирічку (2001—2005 рр.) передбачалося, що споживання алюмінію до 2005 р. зросте до 3.8 млн т, виробництво — до 3.5 млн т. За оцінками експертів у 2005 році виробництво алюмінію повинно було становити 4,1 млн т/рік. Але реальний розвиток був більш динамічний і зазначені показники були досягнуті раніше.
У 2003 р. Китай є найбільшим у світі виробником алюмінію і його експортером. За 2000—2002 рр. виробництво первинного алюмінію в країні було подвоєно і досягло 5.2 млн т/рік. У 2002 р. в Китаї вироблено 4.3 млн т первинного алюмінію [People's Daily].